# Шубіно (Любитинський район)
Шубіно (рос. Шубино) — присілок у Любитинському районі Новгородської області Російської Федерації.
Населення становить 12 осіб. Належить до муніципального утворення Любитинське сільське поселення.

## Історія
До 1927 року населений пункт перебував у складі Новгородської губернії. У 1927-1944 роках перебував у складі Ленінградської області.
Орган місцевого самоврядування від 2010 року — Любитинське сільське поселення.

## Населення
| 2010 |
| ---- |
| 12   |